# Theclinesthes brandti
Theclinesthes brandti är en fjärilsart som beskrevs av Atuhiro Sibatani och Roger Grund 1978. Theclinesthes brandti ingår i släktet Theclinesthes och familjen juvelvingar. Inga underarter finns listade i Catalogue of Life.